# ترانسدیو
ترانسدیو (انگلیسی: Transdev) شرکت ترابری فرانسوی است، که در سال ۲۰۱۱ تأسیس شد.